# 水密艙壁

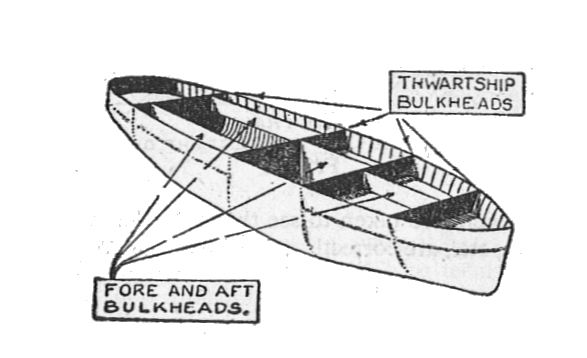
水密艙壁

水密艙壁（英語:Watertight Bulkhead），或稱隔艙板，是一種提升船舶安全性的造船設計和技術，指的是能將船體區分成許多個船艙，使各艙室互不相通的「防水壁」。
水密艙壁在規範的水壓條件下不滲透水，其將船體內部空間區隔劃分成若干個水密隔艙，一旦某幾個隔艙發生破損進水，水流不會在其間相互流動，如此一來船舶在受損時，依然能具有足夠的浮力和穩定性，進而減低立即沉船的危險。

## 作用
一、船體加固：
由於艙壁與船體殼板緊密接合，增加了整體的橫向強度，加固船體的穩定構造，同時也減少縱向肋骨的架設工法，精簡造船工程。
二、抗沉安全：
由於艙壁將水密隔艙之間嚴密分隔，航行中即使有一兩個隔艙破損進水，水也不會流到其他隔艙，船舶仍能保有相當的浮力不致沉沒。若進水不多，只要把進水艙室裡的貨物搬走，就可單獨進行破損修復，不會影響船舶繼續航行；但若進水過多，船舶載重過大無法支撐，則可以拋棄部分物資以減輕重量，避免沉船入海。因此，水密艙壁既能提高船舶抗沉性，更能增加遠程航行的安全性。
三、裝卸效率：
由於艙壁將船體劃分出許多水密隔艙的艙室空間，不同貨主可同時在個別的艙區中裝貨、取貨，提高貨物的裝卸效率、也更方便進行倉儲的管理與保管。

## 文化價值
联合国教育、科学及文化组织「政府间保护非物质文化遗产委员会」在2010年11月15日的第五次會議中，以提名檔案編號 00321：《中国水密隔舱福船制造技艺》（Watertight-bulkhead technology of Chinese junks）的決議結果，將水密艙壁區劃出水密隔艙的造船工法，納入「急需保護的非物質文化遺產名錄」中。